# Нисикамбара
Нисикамбара (яп. 西蒲原郡 Нисикамбара-гун) — уезд в Японии, расположенный в центральной части префектуры Ниигата. Площадь 25,22 км². Население 8537 чел. (на 1 мая 2008 года). Плотность населения 338,14 чел./км².

## Состав
- село Яхико.

## История
- посёлок Цубаме и ещё 3 посёлка, 1 село (до 31 марта 1954) — путём слияния появился город Цубаме;
- посёлок Куросаки (до 31 марта 1954) — поглощён городом Ниигата;
- посёлок Нисикава (до 1 января 2001) — поглощён городом Ниигата;
- посёлок Маки (до 10 октября 2005) — поглощён городом Ниигата;
- посёлки Бунсуй и Ёсида (до 20 марта 2006) — поглощены городом Цубаме.